# جانفرانکو بدین

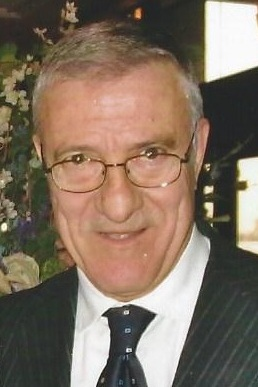
جانفرانکو بدین

جانفرانکو بدین (به ایتالیایی: Gianfranco Bedin) بازیکن فوتبال و اهل ایتالیا است که از سال ۱۹۶۶ میلادی عضو تیم ملی فوتبال ایتالیا بوده و در ۶ بازی ملی حضور داشته‌است. او در بازی‌های ملی‌اش گلی به ثمر نرساند.
جانفرانکو بدین آخرین بازی ملی خود را در سال ۱۹۷۲ میلادی انجام داد.